# Walter Percy Chrysler, Jr.
Walter Percy Chrysler, Jr. (* 27. Mai 1909 in Oelwein, Iowa; † 17. September 1988 in Norfolk, Virginia) war ein US-amerikanischer Unternehmer und Kunstsammler.

## Leben
Sein Vater Walter Percy Chrysler war der Unternehmensgründer des US-amerikanischen Konzerns Chrysler. Er wuchs auf Long Island auf und studierte an der Dartmouth University. Im Laufe seines Lebens erwarb Chrysler verschiedene Kunstwerke, unter anderem von bedeutenden europäischen Malern sowie eine bedeutende Sammlung von Glasgegenständen. Er machte 1958 seine Sammlung im „Chrysler Art Museum of Provincetown“ in Provincetown der Öffentlichkeit zugänglich.
Walter Percy Chrysler, Jr. war mit Jean Outland Chrysler verheiratet, die aus Norfolk gebürtig stammte. 1971 übertrug das kinderlose Ehepaar ihr Kunstmuseum dem Chrysler Museum of Art in Norfolk.